# 핀란드의 외무장관
핀란드의 외무장관(핀란드어: Suomen ulkoministeri 수오멘 울코미니스테리[*])은 핀란드 국가평의회에 입각하는 각료 중 한 명으로서, 외무부의 총책임자다.
1918년 11월 27일까지는 외무국장(핀란드어: Ulkoasiaintoimituskunnan päällikkö 울코아시아인토이미투스쿠난 팰리쾨[*])이라고 했다.

## 직제 정의

### 1919년 정체법 제33조
- 제1항: 핀란드의 대외관계는 대통령에 의해 결정된다. 단 외국과의 조약은 의회에 넘어와 그 내용이 헌법과 법률에 위배되지 않는다는 점을 동의받아야 한다. 대통령은 의회의 동의를 받아 전쟁과 평화를 결정한다.
- 제2항: 모든 해외 통신 또는 외국 주재 핀란드 대사들의 보고는 장관에게 제출되어야 한다.

### 1999년 6월 11일 헌법 제93조
제93조: 대외관계
- 제1항: 핀란드의 대외정책은 공화국 대통령과 국가평의회의 공조로써 결정된다. 그러나 국제적 의무에 관해서는 그 의무가 현행 헌법의 범위를 넘어서지 않는지 의회에서 검사해야 한다. 대통령은 의회의 동의를 받아 전쟁과 평화를 결정한다.
- 제2항: 유럽연합의 결정과 핀란드가 관련된 유럽연합의 결정은, 의회의 동의가 따로 필요없다면 그 결정을 국내에서 준비할 책임은 국가평의회에 있다. 의회는 본 헌법에서 정하는 대로 유럽연합의 결정을 국내에서 준비하는 데 참여한다.
- 제3항: 외무장관은 다른 국가나 국제조직에 외교정책을 고지, 성명할 책임이 있다.

## 역대 장관
| 각료                      | 정당       | 정당          | 임기                              | 내각                                                                     |
| ------------------------- | ---------- | ------------- | --------------------------------- | ------------------------------------------------------------------------ |
| 오토 스텐로트             |            | 청년 핀란드당 | 1918년 5월 27일-1918년 11월 27일  | 제1차 파시키비                                                           |
| 카를 엔켈                 |            | 무소속        | 1918년 11월 27일-1919년 4월 28일  | 제1차 잉그만 K. 카스트렌                                                 |
| 루돌프 홀스티             |            | 무소속        | 1919년 4월 28일-1922년 5월 20일   | K. 카스트렌 제1차 벤놀라 에리히 제2차 벤놀라                             |
| 루돌프 홀스티             | 국민진보당 |               | 1919년 4월 28일-1922년 5월 20일   | K. 카스트렌 제1차 벤놀라 에리히 제2차 벤놀라                             |
| 카를 엔켈                 |            | 무소속        | 1922년 6월 2일-1922년 11월 14일   | 제1차 카얀데르                                                           |
| 유호 벤놀라               |            | 국민진보당    | 1922년 11월 14일-1924년 1월 18일  | 제1차 칼리오                                                             |
| 카를 엔켈                 |            | 무소속        | 1924년 1월 18일-1924년 5월 31일   | 제2차 카얀데르                                                           |
| 햘마르 프로코페           |            | 스웨덴인당    | 1924년 5월 31일-1925년 3월 31일   | 제2차 잉그만                                                             |
| 구스타프 이드만           |            | 무소속        | 1925년 3월 31일-1925년 12월 31일  | 툴렌헤이모                                                               |
| 에밀 네스토르 세탤래      |            | 국민연합당    | 1925년 12월 31일-1926년 12월 13일 | 제2차 칼리오                                                             |
| 배이뇌 보이온마           |            | 사회민주당    | 1926년 12월 13일-1927년 12월 17일 | 탄네르                                                                   |
| 햘마르 프로코페           |            | 무소속        | 17.12.1927 – 21.3.1931            | 제1차 수닐라 만테레 제3차 칼리오 제2차 스빈후부드                        |
| 아르노 위리외코스키넨     |            | 국민연합당    | 1931년 3월 21일-1932년 12월 14일  | 제2차 수닐라                                                             |
| 안티 하크첼               |            | 무소속        | 1932년 12월 14일-1936년 10월 7일  | 키비매키                                                                 |
| 루돌프 홀스티             |            | 국민진보당    | 1936년 10월 7일-1938년 11월 16일  | 제4차 칼리오 제3차 카얀데르                                              |
| 배이뇌 보이온마           |            | 사회민주당    | 1938년 11월 16일-1938년 12월 1일  | 제3차 카얀데르                                                           |
| 엘랴스 에르코             |            | 국민진보당    | 1938년 12월 12일-1939년 12월 1일  | 제3차 카얀데르                                                           |
| 배이뇌 탄네르             |            | 사회민주당    | 1939년 12월 1일-1940년 3월 27일   | 제1차 뤼티                                                               |
| 롤프 비팅                 |            | 스웨덴인당    | 1940년 3월 27일-1943년 3월 5일    | 제2차 뤼티 랑겔                                                          |
| 헨리크 람사위             |            | 스웨덴인당    | 1943년 3월 4일-1944년 8월 8일     | 링코미에스                                                               |
| 카를 엔켈                 |            | 무소속        | 1944년 8월 8일-1950년 3월 17일    | 하크첼 U. 카스트렌 제2차 파시키비 제3차 파시키비 페칼라 제1차 파게르홀름 |
| 오케 가르츠               |            | 무소속        | 1950년 3월 17일-1951년 9월 20일   | 제1차 케코넨 제2차 케코넨                                                |
| 사카리 투오미오야         |            | 무소속        | 1951년 9월 20일-1952년 11월 26일  | 제3차 케코넨                                                             |
| 우르호 케코넨             |            | 농업동맹      | 1952년 11월 26일-1953년 9월 7일   | 제3차 케코넨                                                             |
| 랄프 퇴른그렌             |            | 스웨덴인당    | 1953년 7월 9일-1954년 5월 5일     | 제4차 케코넨 투오미오야                                                  |
| 우르호 케코넨             |            | 농업동맹      | 1954년 5월 5일-1954년 10월 20일   | 퇴른그렌                                                                 |
| 요하네스 비롤라이넨       |            | 농업동맹      | 1954년 10월 20일-1956년 3월 3일   | 제5차 케코넨                                                             |
| 랄프 퇴른그렌             |            | 스웨덴인당    | 1956년 3월 3일-1957년 5월 27일    | 제2차 파게르홀름                                                         |
| 요하네스 비롤라이넨       |            | 농업동맹      | 1957년 5월 27일-1957년 11월 29일  | 제1차 숙셀라이넨                                                         |
| 파보 휘니넨               |            | 무소속        | 1957년 11월 29일-1958년 8월 29일  | 폰 피안트 쿠스코스키                                                     |
| 요하네스 비롤라이넨       |            | 농업동맹      | 1958년 8월 29일-1958년 12월 4일   | 제3차 파게르홀름                                                         |
| 카를아우구스트 파게르홀름 |            | 사회민주당    | 1958년 12월 4일-1959년 1월 13일   | 제3차 파게르홀름                                                         |
| 랄프 퇴른그렌             |            | 스웨덴인당    | 1959년 1월 13일-1961년 5월 16일   | 제2차 숙셀라이넨                                                         |
| 비에노 유시 숙셀라이넨    |            | 농업동맹      | 1961년 5월 16일-1961년 6월 19일   | 제2차 숙셀라이넨                                                         |
| 아흐티 카랼라이넨         |            | 농업동맹      | 1961년 6월 19일-1962년 4월 13일   | 제2차 숙셀라이넨 제1차 미에투넨                                          |
| 벨리 베리코스키           |            | 인민당        | 1962년 4월 13일-1963년 12월 18일  | 제1차 카랼라이넨                                                         |
| 야코 할라마               |            | 무소속        | 1963년 12월 18일-1964년 9월 12일  | 레흐토                                                                   |
| 아흐티 카랼라이넨         |            | 중앙당        | 1964년 9월 12일-1970년 5월 14일   | 비롤라이넨 제1차 파시오 제1차 코이비스토                                 |
| 배이뇌 레스키넨           |            | 무소속        | 1970년 5월 14일-1971년 10월 29일  | 제1차 아우라 제2차 카랼라이넨                                            |
| 올라비 요하네스 마틸라    |            | 무소속        | 1971년 10월 29일-1972년 2월 23일  | 제2차 아우라                                                             |
| 칼레비 소르사             |            | 사회민주당    | 1972년 2월 23일-1972년 9월 4일    | 제2차 파시오                                                             |
| 아흐티 카랼라이넨         |            | 중앙당        | 1972년 9월 4일-1975년 6월 13일    | 제1차 소르사                                                             |
| 올라비 요하네스 마틸라    |            | 무소속        | 1975년 6월 13일-1974년 11월 30일  | 리나마                                                                   |
| 칼레비 소르사             |            | 사회민주당    | 1975년 11월 30일-1976년 9월 29일  | 제2차 미에투넨                                                           |
| 케이요 코르호넨           |            | 중앙당        | 1976년 9월 29일-1977년 5월 15일   | 제3차 미에투넨                                                           |
| 파보 배위뤼넨             |            | 중앙당        | 1977년 5월 15일-1982년 2월 19일   | 제2차 소르사 제2차 코이비스토                                            |
| 패르 스텐백               |            | 스웨덴인당    | 1982년 2월 19일-1983년 5월 6일    | 제3차 소르사                                                             |
| 파보 배위뤼넨             |            | 중앙당        | 1983년 5월 6일-1987년 4월 30일    | 제4차 소르사                                                             |
| 칼레비 소르사             |            | 사회민주당    | 1987년 4월 30일-1989년 1월 31일   | 홀케리                                                                   |
| 페르티 파시오             |            | 사회민주당    | 1989년 1월 31일-1991년 4월 26일   | 홀케리                                                                   |
| 파보 배위뤼넨             |            | 중앙당        | 1991년 4월 26일-1993년 5월 5일    | 아호                                                                     |
| 헤이키 하비스토           |            | 중앙당        | 1993년 5월 5일-1995년 2월 3일     | 아호                                                                     |
| 파보 란타넨               |            | 무소속        | 1995년 3월 2일-1995년 4월 13일    | 아호                                                                     |
| 타르야 할로넨             |            | 사회민주당    | 1995년 4월 13일-2000년 2월 25일   | 제1차 리포넨 제2차 리포넨                                                |
| 에르키 투오미오야         |            | 사회민주당    | 2000년 2월 25일-2007년 4월 19일   | 제2차 리포넨 얘텐매키 제1차 반하넨                                       |
| 이카 카네르바             |            | 국민연합당    | 2007년 4월 19일-2008년 4월 4일    | 제2차 반하넨                                                             |
| 알렉산데르 스투브         |            | 국민연합당    | 2008년 4월 4일-2011년 6월 23일    | 제2차 반하넨 키비니에미                                                  |
| 에르키 투오미오야         |            | 사회민주당    | 2011년 6월 23일-2015년 5월 29일   | 카타이넨 스투브                                                          |
| 티모 소이니               |            | 핀인당        | 2015년 5월 29일-현임              | 시필래                                                                   |
| 티모 소이니               | 청색미래당 |               | 2015년 5월 29일-현임              | 시필래                                                                   |

## 같이 보기
- 린네 내각